# Immer Mehr (Album)
Immer Mehr ist das zweite Solo-Album von Herwig Mitteregger. Es erschien 1985 unter dem Label CBS Records. Musikalisch wird das Album dem Genre Rockmusik und Pop zugerechnet. Es wurde im Spliff Studio in Berlin aufgenommen.

## Titelliste
| Nr. | Titel                    | Autor(en)                       | Länge |
| --- | ------------------------ | ------------------------------- | ----- |
| 1   | Von vorne an             | H. Mitteregger                  | 4:54  |
| 2   | Warum lässt du nicht los | H. Mitteregger                  | 4:51  |
| 3   | Bester Freund            | H. Mitteregger/M. Maurenbrecher | 4:03  |
| 4   | Immer mehr               | H. Mitteregger/U. Meinecke      | 4:22  |
| 5   | Nie mehr allein          | H. Mitteregger                  | 4:39  |
| 6   | Sink in deinen See       | H. Mitteregger                  | 5:54  |
| 7   | Millionär                | H. Mitteregger                  | 4:04  |
| 8   | Irgendwie verliebt       | H. Mitteregger                  | 3:57  |
| 9   | Soll ich?                | H. Mitteregger                  | 4:41  |
| 10  | Mein Klavier             | H. Mitteregger                  | 2:26  |

## Besetzung
Musiker
- Herwig Mitteregger: Gesang, Schlagzeug, Klavier auf Mein Klavier
- Lutz Fahrenkrog-Petersen: Bass
- Alex Conti: Gitarre
- George Kochbeck: Synthesizer
- Hubert Henle: Toningenieur

Gastmusiker
- Bernhard Potschka: Gitarre auf Von Vorne An
- Stefan Potschka: Bass auf Warum Lässt Du Nicht Los und Bester Freund
- Richard Wester: Saxofon auf Warum Lässt Du Nicht Los
- Bess: Chorstimme auf Immer Mehr und Nie Mehr Allein

Artwork
- Hüllengestaltung: Roman Stolz[6]
- Fotos: Jim Rakete[7]

## Rezeption
Immer Mehr stieg am 23. Dezember 1985 in die deutschen Albumcharts auf Platz 46 ein, dort konnte sich das Album für zwei Wochen halten. Die letzte Position in den Albumcharts war Platz 61 im Februar 1986, und das Album fiel nach neun Wochen aus den Charts.